# Samuel Auchmuty
Samuel Auchmuty (New York, 22 giugno 1756 – Dublino, 11 agosto 1822) è stato un generale britannico.
Distinto newyorkese, si arruolò nell'esercito britannico durante la guerra d'indipendenza americana. Dopo lunghi anni di servizio in India, fu protagonista della spedizione in Egitto, della conquista di Montevideo e della conquista di Giava.

## Origini

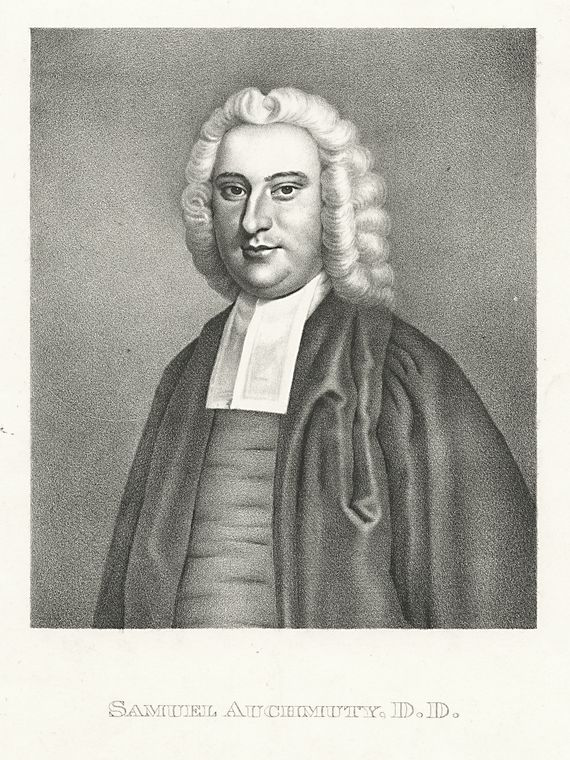
Ritratto del reverendo Samuel Auchmuty, padre del generale

Nato a New York il 22 giugno 1756, terzo figlio maschio di Mary Nichols e di omonimo padre, reggente della Trinity Church di New York. Questi, era stato nominato catechista della chiesa sin dal 1748 e rettore dal 1764. All'inizio della guerra d'indipendenza americana, il padre, si schierò come "lealista": un diarista lo ricorda «[...] fermamente e coscientemente attaccato alle dottrine ed alla disciplina della Chiesa d'Inghilterra, era infaticabile nel promuoverne gli interessi».
Nella primavera del 1776 si era ritirato con la famiglia. Nel settembre seguente i britannici del generale William Howe riconquistarono Manhattan. La famiglia tentò, allora, di rientrare: il viaggio era iniziato con la famiglia al seguito, ma non era stato possibile traversare le linee americane. Cosicché a New Brunswick, nel New Jersey, in previsione della cattura della città da parte degli insorti, effettivamente avvenuta il 14 il reverendo doveva tentare di nuovo da solo, di notte. Vi riuscì e venne raggiunto dalla famiglia, non appena i britannici passarono l'Hudson.
Nei giorni successivi la riconquista inglese, la città tuttavia era stata colpita da una serie di incendi (noti come "il grande incendio", the Great Fire): il reverendo rientrò alla ricerca della chiesa, della casa e degli effetti personali: riaprì due cappelle e, l'anno dopo, il 4 marzo 1777, morì.

## La rivolta delle tredici colonie

### Volontario lealista
I due fratelli Auchmuty, Robert e Samuel, tuttavia, non erano con il padre, tanto che, nell'agosto 1776, giunsero al campo dell'Howe, a Long Island, "essendo di poco sfuggiti ai loro persecutori". Qui Samuel si arruolò come volontario nel 45º reggimento di fanteria, così come il fratello maggiore, Robert Nicholls (anch'egli ufficiale ed al comando di una compagnia della milizia lealista, la governor's company).
Samuel era allora studente al King's College (dal 1784 ribattezzato Columbia University), ove avrebbe ottenuto un diploma in "arti liberali", e fu tra i 21 studenti (su 226) che si arruolarono dalla parte dei "lealisti" (altri 4 combatterono per l'indipendenza).

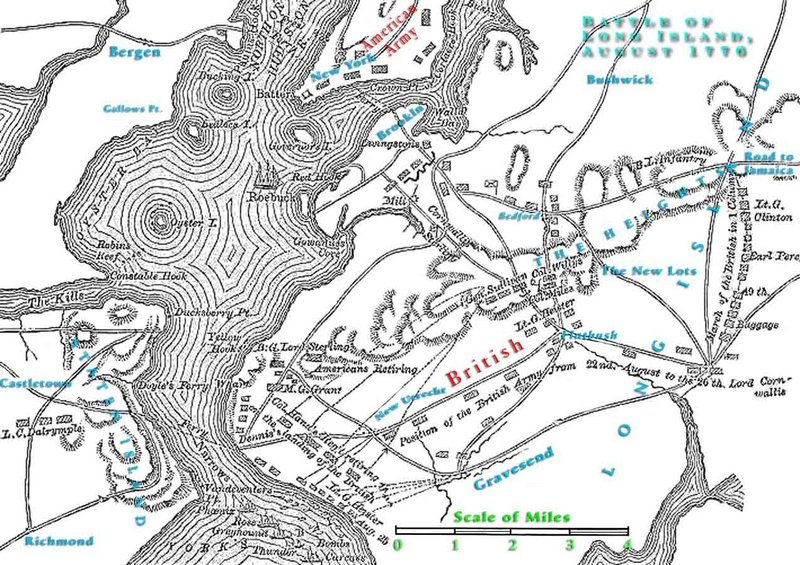
Piano della battaglia di Long-Island

### Le battaglie del 1776-1778
Il 28 ottobre 1776 prese parte allo sfondamento delle linee ribelli alle Brooklyn Heights, nel corso della battaglia di Long Island, che costrinse i difensori ad evacuare Manhattan. Di lì a poco prese parte alla battaglia di White Plains, quando l'Howe mancò l'occasione di distruggere l'esercito di George Washington.
Prese, successivamente, parte alle campagne del 1777 e 1778. E diede avvio alla propria carriera militare: l'11 gennaio 1777 venne promosso a portinsegna del 45°. Il 15 agosto 1778 tenente, sempre nel 45°, "senza acquisto" (without purchase). Nel complesso fu presente alla maggior parte degli scontri della campagna dell'Howe.

### Imbarco per l'Inghilterra
Nel novembre 1778, seguì il proprio 45º reggimento in Inghilterra. Non fece il viaggio da solo: dopo la firma, nel settembre 1783, del Trattato di Parigi, con la riconsegna delle ultime piazzeforti britanniche, traversò l'oceano anche il fratello maggiore, Robert Nicholls. Questi, però, due anni dopo, ottenne dal governo britannico l'incarico di segretario di una commissione incaricata della applicazione del trattato, che risiedeva a New York city: qui giunse nel 1785 e, terminato il servizio, si fermò, si sposò, ebbe figli e morì, nel 1812, avendo fatto il mercante.
Li aveva preceduti nell'esilio lo zio Robert Auchmuty, ricco proprietario terriero a Roxbury, presso Boston, dal 1767 giudice della Corte del Vice-Ammiragliato di Boston, carica nella quale si era assai esposto: esiliato, insieme a moltissimi altri lealisti, con legge approvata dallo stato del Massachusetts nel settembre 1778, aveva subito raggiunto l'Inghilterra, ove morì in esilio a Marylebone, presso Londra, nel dicembre 1788.

## Soldato dell'India Britannica

### Imbarco e prime campagne in India
Quando a Samuel, circa sette mesi prima della fine della guerra d'indipendenza americana, privo di mezzi e di ogni influenza, il 1º febbraio 1783 si arruolò nel 52º reggimento di fanteria, al fine di essere imbarcato per l'India. Qui giunto nello stesso 1783, impiegato come aiutante (adjutant o assistente di un ufficiale) presso il 52°, sino all'8 novembre 1788, quando ebbe il comando di una compagnia del 75°.
Prese parte alla ultima guerra contro Hyder Ali sulla costa del Malabar, alla spedizione contro i Rohillas, sotto Robert Abercromby, ed alle operazioni del 1792, che permisero a Lord Cornwallis di sconfiggere Tippu Sultan (o Tippoo Sahib), il potente sultano di Mysore, con la cattura della sua capitale, Srirangapatnam, una vittoria che aprì ai britannici la via per il dominio dell'India meridionale.

### Avvocato generale di Madras
Lo notò Lord Cornwallis che, nel 1790, lo nominò "avvocato generale" di Madras, prima del noto processo a Sir John Burgoyne. Occupò la carica per alcuni anni, con un non disprezzabile salario di 3000 sterline.

### Segretario del governatore militare
Dopo alcuni anni, ottenne dal Cornwallis di tornare al servizio attivo, come Brigade Major, ovvero capo di stato maggiore di brigata, aggregato al generale Meadows a Bombay. Mantenne il medesimo incarico con il successore, Robert Abercromby: quando questi venne promosso Comandante in Capo (ovvero governatore militare) dell'India britannica, Auchmuty rimase suo segretario militare. Il 30 aprile 1794 ebbe il brevetto di maggiore, il 22 settembre 1794 quello di tenente colonnello, il 2 settembre 1795 la titolarità del 75°, nel 1795 già veniva chiamato colonnello. Sicuramente si trattò di un incarico non operativo, tanto che lo ricordava, tra l'altro, per la soavità di maniere.

## La campagna per cacciare i francesi dall'Egitto

### Breve rientro in Inghilterra
Al ritorno dell'Abercromby in Inghilterra, nel 1797, Auchmuty lo seguì, con un brevetto da tenente colonnello. Il 1º gennaio 1800 ebbe un brevetto da colonnello. Il 25 settembre 1800, sempre in Inghilterra, venne nominato tenente-colonnello del 10°.

### Alla guida di un piccolo corpo di spedizione
Nel novembre 1800 s'imbarcò per il Capo di Buona Speranza, ove assunse il comando di un piccolo corpo di spedizione, composto dal 61 reggimento, un'unità di cavalleria e una di artiglieria. Salpati nel novembre 1801, incontrarono a Gedda un corpo di spedizione staccato dall'esercito indiano guidato dal generale Baird, di rinforzo al corpo principale che giungeva dall'Inghilterra: questi aveva guidato l'assalto a Srirangapatnam e, nel corso della campagna, nel 1801, lo nominò aiutante-generale (Adjutant general, il capo della amministrazione militare).

### La conquista dell'Egitto
Sbarcato a Cozier, Auchmuty ebbe a distinguersi nella marcia attraverso il deserto sino al Nilo e di lì giù per il Nilo sino ad Alessandria d'Egitto.
Nel corso dell'assedio venne ferito a morte il comandante della spedizione, Ralph Abercromby, fratello maggiore del Robert Abercromby, del quale Auchmuty era stato segretario militare in India.
Dopo la conquista della città, alla quale ebbe l'onore di essere presente, Auchmuty venne nominato 'Aiutante-generale' dell'esercito d'Egitto.

## Comandante di un forte sulla Manica
A metà 1802 rientrò in Inghilterra, ove venne creato cavaliere. Nell'agosto 1803 ebbe il comando dell'Isola di Thanet, nel Kent ed affacciata sulla Manica.

## Spedizione al Rio de la Plata

### Le ambizioni inglesi nel 'Cono Sud'
Sino a metà 1806 venne aggregato, come colonnello ma con funzioni di brigadiere generale, alle invasioni britanniche del Río de la Plata, del 1806-1807. La spedizione, salpata da Falmouth l'11 ottobre 1806, doveva servire da rinforzo a una precedente, con truppe dal Capo e da Sant'Elena al comando del Beresford, il 27 giugno 1806 aveva ottenuto la resa di Buenos Aires, salvo, il 12 agosto capitolare di fronte ad un contrattacco spagnolo, guidato dal de Liniers.

### Conquista di Montevideo
L'ammiraglio Popham raccolse i superstiti ed una brigata giunta di rinforzo, e s'impossessò della cittadina di Maldonado, di là dal Río de la Plata. Qui, il 25 gennaio 1807, lo raggiunse Auchmuty che, ebbe la freddezza di cambiare piano: si portò su Montevideo (in uno scontro di avvicinamento ebbe il cavallo abbattuto dagli Spagnoli) e ne guidò l'assedio e la sanguinosa cattura (attraverso una breccia aperta dall'artiglieria nell'attuale Calle Brecha), il 3 febbraio 1807. La città dovette essere presa d'assalto poiché stava giungendo un esercito di rinforzo, guidato dall'ottimo de Liniers, ma Auchmuty era stato più lesto.

### Fallita presa di Buenos Aires
Sicuro nella sua nuova fortezza, quest'ultimo, con il titolo di "comandante per il Sud-America", poté riorganizzarsi ed attendere nuovi rinforzi dall'Inghilterra. Questi giunsero fra il 10 ed il 14 maggio seguenti, insieme al nuovo comandante la spedizione, il tenente generale Whitelocke. Quando questi tentò la conquista di Buenos Aires, Auchmuty guidò l'ala destra. Ma l'assalto venne efficacemente respinto dal solito de Liniers e la spedizione fallì miseramente: vennero scambiati tutti i prigionieri, compresi quelli della spedizione Beresford, in cambio della restituzione di Maldonado e Montevideo e del reimbarco generale.

### Uno dei pochi ad uscire onorato dalla sconfitta
Il 10 luglio Auchmuty venne imbarcato sulla prima fregata e giunse in Gran Bretagna il 12 settembre, recando, per primo, notizia del disastro. Sia stata questa circostanza, o, più verosimilmente, il successo di Montevideo, egli fu uno dei pochi ufficiali che riuscì a tornare dal disastro della spedizione, con una reputazione migliore di quando era partito. Mentre il Whitelocke, venne messo sotto corte marziale, Auchmuty riceveva il ringraziamento del Parlamento.

## Breve soggiorno in Inghilterra
Seguirono, il 25 giugno 1808 l'assegnazione a colonnello del 103 di fanteria, e poi, il 25 agosto 1808, la promozione a Maggior generale (il nostro generale di divisione).
Aveva anche acquistato una residenza di campagna, la Syndale House, vicino a Feversham, nel Kent.

## Ritorno in India

### Governatore militare di Madras
Nel corso del 1809 la provincia di Madras venne scossa da uno scontro fra l'amministrazione civile e militare: il generale McDowall, comandante militare della provincia, era stato escluso dal consiglio. Questi aveva reagito rimettendo la carica e provocando l'ammutinamento di alcuni reparti dell'esercito, che si erano presi a fucilate con altri. Lord Minto, governatore-generale dell'India britannica, era accorso a Madras ove aveva sanzionato la rimozione. Minto trattenne per sé la carica vacante sino al 1810, quando fu attribuita pro tempore al generale Hewett, comandante militare della provincia di Bombay. E chiese a Londra un nuovo comandante. Venne scelto, appunto, l'Auchmuty, che lasciò l'Inghilterra l'11 maggio e giunse a Madras il 27 settembre 1810, per venire immediatamente ammesso nel consiglio della provincia.
Madras, base commerciale della Compagnia sin dal 1639, poi dotata di forte, in quel 1810 era divenuta forse il principale centro commerciale ed amministrativo dell'intera India.

### Lord Minto alla conquista delle colonie francesi
Nel frattempo, Lord Minto era impegnato a mobilitare le risorse del Raj Britannico per una campagna di conquista di ogni colonia rimasta ai Francesi in Asia e nell'Oceano Indiano. Ivi incluse le antiche colonie della Compagnia Olandese delle Indie Orientali, dal momento che i Paesi Bassi erano ormai parte del Primo Impero di Napoleone Buonaparte.
Nel 1809 era stata tentata un'azione sulla colonia portoghese di Macao, ma era stata costretta a reimbarcare di fronte alla ostilità di autorità cinesi, che la tenevano, momentaneamente, sotto controllo. Nel 1810 cadde la Riunione (allora Île Bourbon), il 3 dicembre dello stesso anno Mauritius (allora Île de France o île Maurice), di fronte ad un poderoso sbarco di 20000 soldati dall'India. Seguirono i deboli possedimenti già olandesi delle Isole Ambone e delle Molucche.

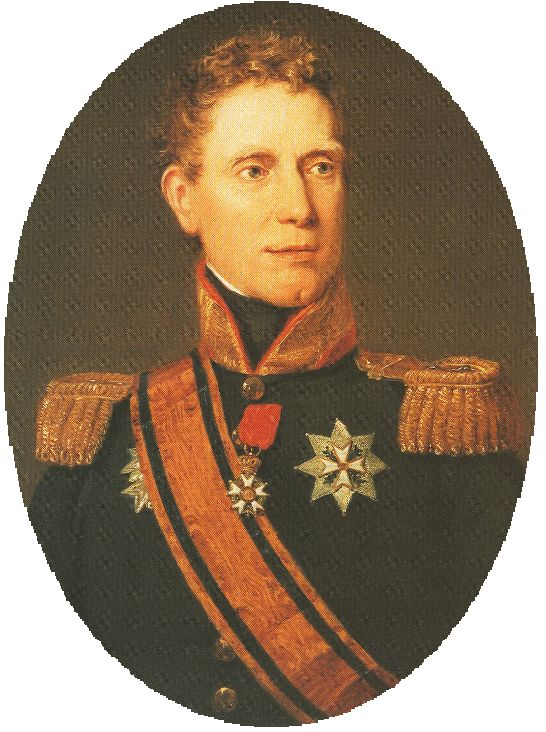
Ritratto del generale Jan Willem Janssens, ca. 1820

### La guerra di Giava
Rimaneva, ai francesi ed ai loro alleati, un'ultima, grande, colonia: Giava. Lord Minto, debitamente convinto da un ambizioso funzionario dal grande avvenire, Thomas Stamford Raffles, comandò l'organizzazione di un grande corpo di spedizione, forte di ben 11.000 uomini, metà inglesi, metà indiani, il cui comando affidò all'Auchmuty.
La spedizione, accompagnata dallo stesso governatore generale, partiva da Madras il 30 aprile 1811 e sbarcava a Giava il 4 agosto. Quattro giorni dopo occupava la capitale Batavia. Il governatore generale francese, Janssens, forte di un discreto esercito di olandesi e francesi, si difese attorno alle fortificazioni di Meester Cornelis, 12 km a sud-ovest di Batavia, il 28 agosto, poi nella più interna Buitenzorg, per capitolare, infine, il 18 settembre, con la resa della più orientale Samarang.
Da quel momento Giava venne governata da Lord Minto, che scelse come luogotenente-governatore Thomas Stamford Raffles, sinché la sua restituzione venne pattuita con il Trattato anglo-olandese del 1814 e materialmente riconsegnata nel 1816.

## Definitivo rientro in Inghilterra

### Premi e promozioni
Auchmuty, nel frattempo, lasciava Giava l'8 ottobre, giungeva sulle coste del Malabar il 16 novembre e, di lì, raggiungeva Madras. Il 6 marzo 1813 lasciava Madras per l'Inghilterra, ove giungeva nell'agosto, per ricevere il ringraziamento del Parlamento, l'Ordine del Bagno e la promozione a tenente generale, con decreto del 4 giugno 1813.
Nel 1812 il suo posto come governatore militare della provincia di Madras passò a John Abercromby figlio del Ralph che aveva comandato Auchmuty e nipote del Robert che l'aveva comandato in India: un dettaglio che rileva la costanza di un rapporto che dovette avere qualcosa di clientelare.
Nel 1815 acquisì una tenuta nel Middlesex, chiamata la Kilburn House con 17 acri.

### Comandante in Irlanda ed improvviso decesso
Nel 1822 Auchmuty ricevette la carica di comandante in capo in Irlanda e membro dello Irish privy council. Ma, poco dopo, a Dublino l'11 agosto 1822, all'improvviso morì. Non si era mai sposato. Il suo monumento funebre, opera del Kirk, è conservato presso la Christ Church Cathedral, la cattedrale anglicana a Dublino.